# Kim Tolliver
Kim Tolliver (eigentlich Dorothy Kimberly Tolliver, auch Kimberly Briggs; * 21. Juni 1937 in Lebanon, Tennessee; † 6. Juni 2007 in Cleveland, Ohio) war eine US-amerikanische Soulsängerin.

## Biographie
Ihre ersten musikalischen Erfahrungen sammelte sie als Sängerin in einem Gospelchor ihres Heimatorts und, nachdem sie nach Cleveland, Ohio gezogen war, als Barsängerin. Ihre dramatischen Interpretationen von Blues- und Soulsongs verschafften ihr eine große lokale Anhängerschaft. Dieser blieb sie lange Jahre treu, erst 1967 machte sie ihre erste Schallplattenaufnahme. (In Return for Your Love). Vier weitere Singles nahm sie für Rojac Records auf, die als die besten ihrer Karriere bezeichnet wurden. Obwohl sie nie einen großen Charterfolg hatte, spannte sich ihre Schallplattenkarriere über 15 Jahre. Konstant blieb ihr Erfolg aber als Sängerin in Clubs und auf Tourneen, die sie bis nach Australien brachten. Ihre Entwicklung ging dabei von der Soulsängerin des Beginns bis zu mehr diskobeeinflusster Musik in den 1980er-Jahren.
Ihr emotionaler, intensiver Gesangsstil war teilweise auch auf ihr schweres persönliches Schicksal zurückzuführen. Ihr erster Ehemann starb bei einem Autounfall. Ihr zweiter Mann besaß einen Friseurladen, ihr dritter Mann, der Produzent und Songschreiber Fred Briggs, machte mit ihr 1973 ihre erste LP, die ihr in England Erfolge bei den Soulfans brachte. Gemeinsam mit Briggs arbeitete sie auch als Songschreiberin, u. a. für Margie Joseph auf Stax/Volt. Nach 1982 nahm sie immer weniger Platten auf und zog sich schlussendlich aus dem Musikgeschäft zurück und stieg mit Hilfe ihrer Söhne in das Immobiliengeschäft ein. In den 1990er-Jahren litt sie an Alzheimer.
Ihre bei erscheinen erfolglosen Platten sind heute begehrte Sammlerobjekte. Ein Bootleg, The Torrid Tolliver, enthält 18 Titel, darunter alle ihre Singles, außer denen, die sie für Castro aufgenommen hat.

## Über Kim Tolliver
“Kim Tolliver is an obscure name on the rosters of soul greats, but she shouldn't be.”

„Kim Tolliver ist ein obskurer Name auf der Liste der Soulgrößen, aber sie sollte es nicht sein.“

“Kim Tolliver's strong, gutsy performances on tracks like "I Don't Know What Foot to Dance On", "I'll Try to Do Better" and "Standing Room Only" made her a firm favourite of the Northern Soul scene in the mid-Seventies.”

„Kim Tollivers starke, mutige Darbietungen auf Tracks wie "I Don't Know What Foot to Dance On", "I'll Try to Do Better" und "Standing Room Only" machten sie zu einem festen Favoriten der Northern Soul-Szene in der Mitte der Siebziger Jahre.“

“Tolliver sang hard like Eddie Levert and Linda Jones, and could work a crowd into a frenzy.”

„Tolliver sang hart wie Eddie Levert und Linda Jones und könnte eine Menge in Raserei versetzen.“

## Diskographie
- Passing Clouds (als Kimberly Briggs) (1972)
- Come and Get Me, I'm Ready (1973)